# Julian Ursyn Niemcewicz

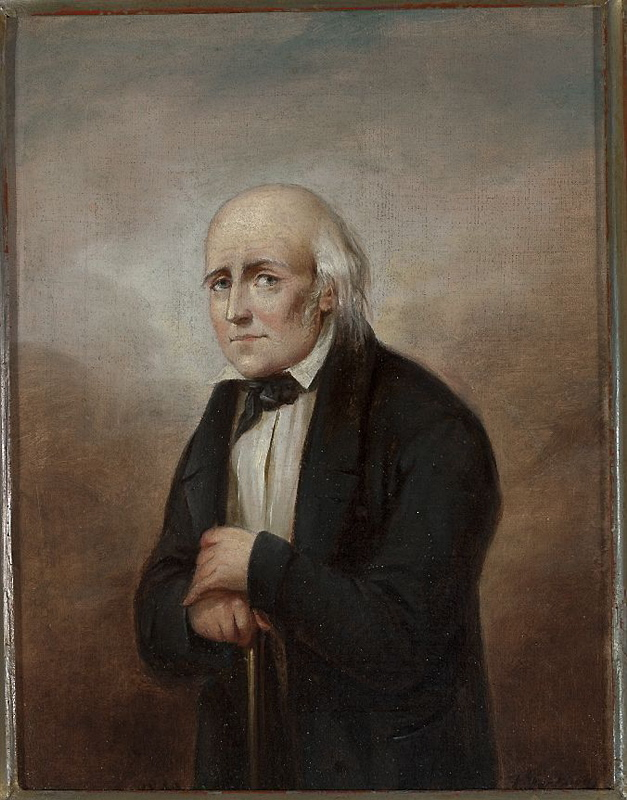
Julian Ursyn Niemcewicz, porträtterad av Aleksander Stankiewicz.

Julian Ursyn Niemcewicz, född 16 februari 1757 nära Brest, död 21 maj 1841 i Paris, var en polsk författare.
Niemcewicz studerade vid kadettskolan i Warszawa samt blev sedan furst Adam Kazimierz Czartoryskis adjutant, vän och förtrogne. Från vidsträckta resor i Västeuropa kom han hem till den fyraåriga riksdagen 1788-92, i vilken han deltog. Niemcewicz och Stanisław Trembecki blev det monarkiska partiets främste talare. Författningen av 3 maj 1791 var delvis hans verk. Med bitter satir angrep han de konservativa (anarkisterna) i sin komedi Powrót posła (Riksdagsmannens återkomst), som spelades första gången 15 januari 1791 och blev ytterst populär. 
Niemcewicz tvingades gå i landsflykt, men Tadeusz Kościuszkos resning kallade honom tillbaka i fosterlandets tjänst. Han blev Kościuszkos adjutant, följde honom senare i fångenskap till Sankt Petersburg och, efter Paul I:s tronbestigning, till Nordamerika. Senare blev Niemcewicz statssekreterare i hertigdömet Warszawa och i det nya kungariket Polen samt president för det tillsammans med Franciszek Ksawery Dmochowski stiftade Vetenskapssällskapet, men ägnade sin mesta tid åt författarskap. 
Niemcewiczs författade en mängd dramatiska och historiska arbeten, fabler, epigram, elegier och romaner. Han har skrivit bland annat Sigismund III:s historia (tre band, 1819) och utgett en samling historiska källskrifter (fem band, 1822-30). I flera upplagor utkom (fr.o.m. 1816) hans "Historiska visor". Efter hans död utgavs hans memoarer (1848) och "Historiska resor" (1858).